# Бащелакский хребет
Бащела́кский хребет расположен на северо-западе Алтайских гор, на территории Алтайского края. Длина около 120 км, высота до 2423,4 м.
Хребет находится в междуречье рек Чарыш и Ануй, образуя между ними водораздел. Сложен кристаллическими сланцами и гранитом. Северо-западная часть хребта — невысокая, покрытая горной лесостепью; на севере и северо-востоке преобладает темнохвойная тайга; а на юге — лиственничные леса. На высотах более 2000 м расположены горные тундры и альпийские луга.
В районе Бащелакского хребта расположено несколько природных и исторических достопримечательностей: водопады на реке Шинок, Музейная пещера, Разбойничья пещера.
В наиболее высокой части хребта был основан Бащелакский заказник.

## Галерея

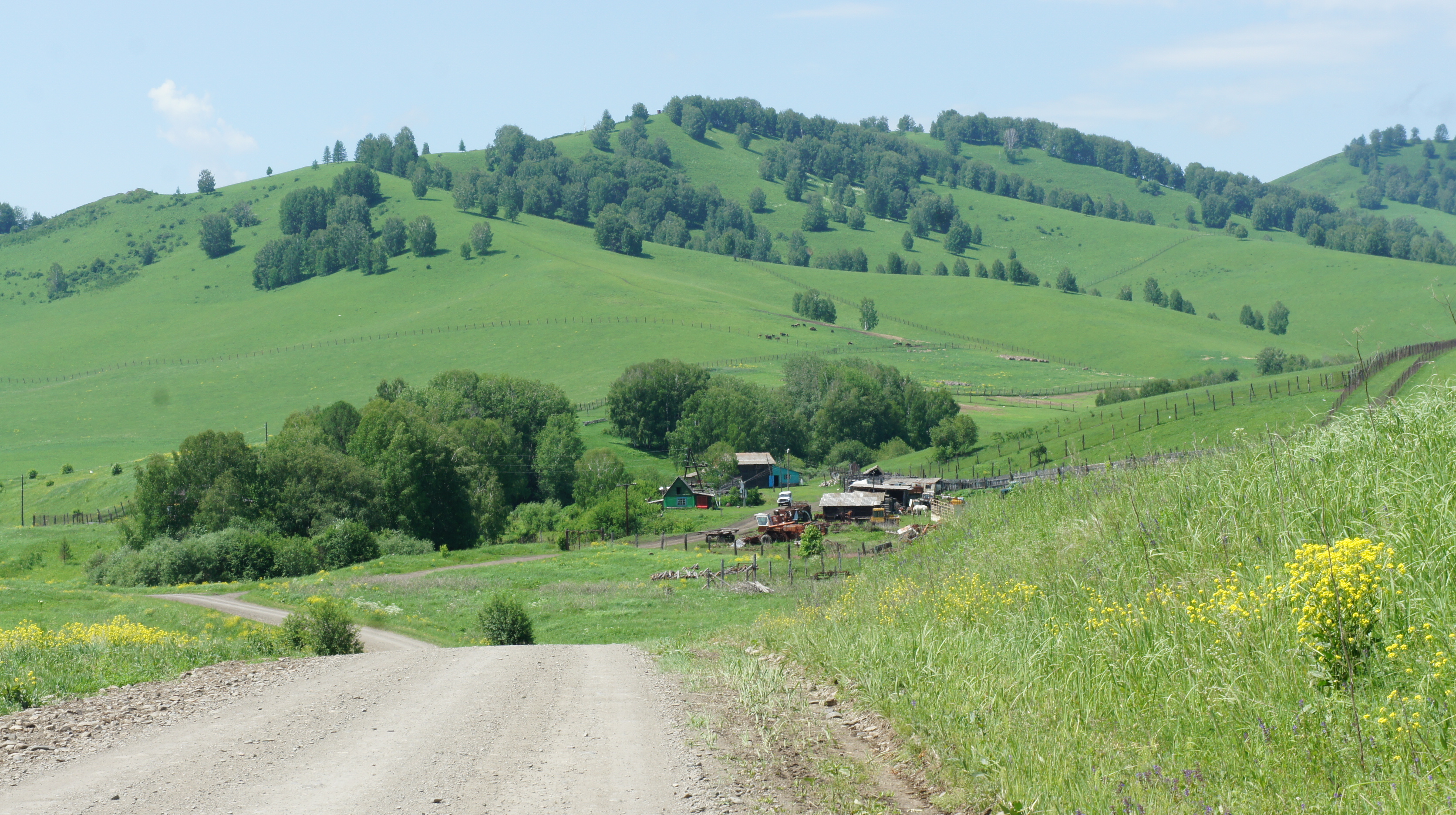
Маральник возле села Тележиха